# On (empresa)
On AG, a veces presentada bajo el nombre de On Running es una empresa suiza dedicada a la fabricación de indumentaria y calzado deportivo, sobre todo calzado para correr.
A 2019 la empresa concentraba el 40% del mercado de zapatillas para correr en Suiza y el 10% en Alemania. Para mediados del año 2020, los productos On eran vendidos en cerca de 6.000 tiendas distribuidas a lo largo de 55 países, siendo los Estados Unidos el mercado más amplio en que opera. De acuerdo con la consultora de mercadotecnia NPD, On posee el 6.6% del mercado de zapatillas para correr en los Estados Unidos.

## Historia
On se creó, por primera vez, como empresa de productos deportivos en el 2010. La empresa fue fundada por el campeón de duatlón suizo Olivier Bernhard, junto con la colaboración de David Allemann y Caspar Coppetti. En 2012, On sacó al mercado la Cloudracer, una zapatilla que se popularizaría prontamente por su uso por la medallista olímpica Nicola Spirig en los Juegos Olímpicos de Londres 2012. La empresa afirma vender zapatillas con amortiguación única en el mercado, además de poseer mejores tiendas de ventas que sus competidoras para ello; el diseño fue patentado como «Cloudtec».
El tenista profesional Roger Federer se convirtió en accionista de On AG en noviembre de 2019. A partir de allí, la compañía lazó al mercado una línea de calzados titulada «The Roger» en julio de 2020. El incremento de ventas de la compañía, los llevó a explorar opciones de IPO, que comenzaron a mediados de 2021, cotizando en la Bolsa de Nueva York. La compañía logró crecer en su oferta pública y ser de $746 millones de dólares.
On, por otra parte, fundó y financia un grupo profesional de corredores, On Athletics Club, que se encuentra bajo la dirección de Dathan Ritzenhein, en cuya plantilla se encuentran diversos deportistas olímpicos. La compañía también fabrica zapatos para bobsleigh, que vieron su primer uso en los Juegos Olímpicos de Pekín 2022.
El 31 de marzo de 2022, On lanzó el modelo Cloudmonster.